# Benedito Corsi
Benedito Corsi (São Sebastião da Grama, 18 de fevereiro de 1924 – São Paulo, 11 de junho de 1996) foi um ator e diretor teatral brasileiro.
Graduado pela Escola de Arte Dramática da Universidade de São Paulo em Artes Cênicas no início da década de 1950, é um dos pioneiros da televisão brasileira, quando atuou em encenações no Grande Teatro Tupi (TV Tupi) a partir de 1952. Ainda em 1950, estreou no cinema ao participar do filme Suzana e o Presidente. Também é um dos pioneiros do Teatro Brasileiro de Comédia (TBC) e da Companhia Tônia-Celi-Autran (CTCA). No TBC, começou a trabalhar no início da década de 1950, enquanto que na CTCA, estreou em 1956. Em 1957, estreou como diretor teatral no montagem "Auto da Infância de Jesus ou Natal na Praça" da CTCA. Na década de 1960, trabalhou na companhia teatral de Norma Grecco, atuando ao lado de Cacilda Becker, Walmor Chagas, Stênio Garcia e Raul Cortez e começou a dirigir peças produzidas pelo TBC.
Entre seus inúmeros trabalhos na TV e cinema, temos: "Teleteatros da TV Cultura" (ator, diretor e roteirista, como nos episódios "Felisberto do Café" e "Tudo ou Nada"), Emanuelle Tropical, Candinho (filme), Nós, os Canalhas, Mulheres do Cais, Esquina da Ilusão, O Baiano Fantasma, Destino em Apuros, Pixote, a Lei do Mais Fraco, Uma Pulga na Balança e As Divinas... e Maravilhosas (sua estréia em telenovelas, no papel de mudinho).
No teatro, trabalhou em dezenas de peças, como:
- "Os Pássaros";[10]
- "Quadrilha";[10]
- "A Exceção e a Regra";[10]
- "A Dama das Camélias";[10]
- "Relações Internacionais";[10]
- "O Mentiroso";[10]
- "Para Onde a Terra Cresce";[10]
- "Antígone";[10]
- "Vá com Deus";[10]
- "Divórcio para Três";[10]
- "Na Terra como no Céu";[10]
- "Treze à Mesa";[10]
- "Assim É...(Se Lhe Parece)";[10]
- "Se Eu Quisesse";[10]
- "O Leito Nupcial";[10]
- "Mortos sem Sepultura";[10]
- "...E o Noroeste Soprou";[10]
- "Um Pedido de Casamento";[10]
- "Leonor de Mendonça;[10]
- "O Inspector Geral";
- "Anjo de Pedra";
- "Olho Mecânico";[11]
- "Calúnia";[11]
- "Seis Personagens à Procura de Autor";[12]
- "Hamlet";[13]
- "Natal na Praça";[11]
- "O Profundo Mar Azul";[14]
- "Um Deus Dormiu la em Casa";[14][15]
- "Olho Mecânico";[14]
- "As Alegres Comadres de Windsor".[16]